# Neeragrostis
Neeragrostis és un gènere de plantes de la subfamília de les cloridòidies, família de les poàcies originari del Carib. Alguns autors l'inclouen en el gènere Eragrostis.

## Taxonomia
- Neeragrostis hypnoides
- Neeragrostis reptans
- Neeragrostis weigeltiana